# Otroeda aino
Otroeda aino är en fjärilsart som beskrevs av Felix Bryk 1915. Otroeda aino ingår i släktet Otroeda och familjen tofsspinnare. Inga underarter finns listade i Catalogue of Life.